# 佛朗哥·瓦莱
佛朗哥·瓦莱（義大利語：Franco Valle，1940年2月15日—2003年4月10日），意大利男子拳击运动员。他曾代表意大利参加1964年夏季奥林匹克运动会拳击比赛，获得男子中量级铜牌。